# Vrede van Traventhal
De Vrede van Traventhal was een vredesverdrag afgesloten tijdens de Grote Noordse Oorlog op 8 (OS) of 18 (NS) augustus 1700 tussen het Zweedse Rijk, Denemarken-Noorwegen en Holstein-Gottorp in Traventhal.
Denemarken moest Holstein-Gottorp afstaan aan zijn hertog, een Zweedse bondgenoot, en verliet de anti-Zweedse alliantie. De Denen deden weer mee met de oorlog na de grote nederlaag van Zweden in de Slag bij Poltava in 1709.